# Clement Storer

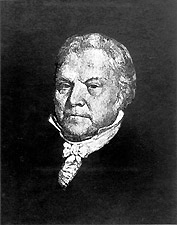
Clement Storer

Clement Storer (* 20. September 1760 in Kennebunk, York County, Province of Massachusetts Bay; † 21. November 1830 in Portsmouth, New Hampshire) war ein britisch-amerikanischer Politiker (Demokratisch-Republikanische Partei), der den Bundesstaat New Hampshire in beiden Kammern des Kongresses vertrat.
Der im heutigen Maine geborene Clement Storer erhielt zunächst eine umfassende Schulausbildung, ehe er ein Studium der Medizin in Portsmouth sowie in Europa begann. Nach seiner Rückkehr begann er in Portsmouth als Arzt zu praktizieren. Außerdem war er Mitglied der Miliz von New Hampshire und stieg dort vom Captain bis zum Major General auf.
Im Jahr 1806 wurde Storer ins Repräsentantenhaus der Vereinigten Staaten gewählt, wo er die Interessen New Hampshires als Democratic Republican vom 4. März 1807 bis zum 3. März 1809 vertrat. Danach saß er von 1810 bis 1812 im Repräsentantenhaus von New Hampshire; ein Jahr lang übte er dort auch das Amt des Speaker aus. Nach dem Rücktritt von US-Senator Jeremiah Mason am 16. Juni 1817 wurde Storer zu dessen Nachfolger gewählt. Er nahm sein Mandat in Washington vom 27. Juni 1817 bis zum 3. März 1819 wahr und fungierte während dieser Zeit unter anderem als Vorsitzender des Militärausschusses (Committee on the Militia).
Zwischen 1818 und 1824 war Storer als High Sheriff der Chef der Polizei im Rockingham County. Er starb 1830 in Portsmouth und wurde dort auch beigesetzt.